# Ana Roxana Lehaci
Ana Roxana Lehaci (Medgidia, Rumanía, 11 de agosto de 1990) es una deportista austríaca que compitió en piragüismo en la modalidad de aguas tranquilas. Ganó una medalla de bronce en el Campeonato Europeo de Piragüismo de 2012, en la prueba de K1 1000 m.

## Palmarés internacional
| Campeonato Europeo | Campeonato Europeo | Campeonato Europeo | Campeonato Europeo |
| Año                | Lugar              | Medalla            | Competición        |
| ------------------ | ------------------ | ------------------ | ------------------ |
| 2012               | Zagreb (Croacia)   | Medalla de bronce  | K1 1000 m          |